# نشانه پس‌زنی شیر
نشانه پس‌زنی شیر (انگلیسی: Milk-rejection sign) یک نشانه پزشکی است که طی آن نوزاد از یکی از پستان‌های مادر شیر نمی‌خورد و آن را پس می‌زند. این علامت نشانگر احتمالی سرطان پستان است.